# Gruppo Evergreen
Il Gruppo Evergreen (長榮集團 in cinese ed Evergreen Group in inglese) è la denominazione di un conglomerato finanziario con sede a Taiwan con interessi in attività di spedizioni, trasporti, alberghi, resort e servizi associati. Del gruppo fa parte la Evergreen Marine Corporation, settima compagnia al mondo nel trasporto di container.

## Storia
Il Gruppo Evergreen è sorto nel 1975 a seguito della riorganizzazione della Evergreen Marine Corporation, società fondata nel 1968  ed attualmente operante come quarta compagnia marittima nella movimentazione di container. A seguito della diversificazione degli investimenti da parte della società, la Evergreen Marine Corporation da società capogruppo è divenuta sussidiaria del neonato Gruppo Evergreen. Oggi il Gruppo Evergreen comprende numerose società, ed ulteriori divisioni e filiali esistono all'interno delle sussidiarie del Gruppo.

## Sussidiarie
- Evergreen International Corporation
- Evergreen Marine Corporation
- EVA Airways Corporation
- UNI Air
- Evergreen Air Cargo Services Corporation
- Evergreen Airline Services Corporation
- Evergreen Aviation Technologies Corporation
- Evergreen Sky Catering Corporation
- Chang Yung-Fa Foundation
- Evergreen Symphony Orchestra
- Evergreen Maritime Museum
- Evergreen Security Corporation
- Evergreen Logistics Corporation
- Evergreen International Storage & Transport
- Evergreen International Engineering Corporation
- Evergreen International Hotels